# Pelochares vitalisi
Pelochares vitalisi är en skalbaggsart som beskrevs av Maurice Pic 1935. Pelochares vitalisi ingår i släktet Pelochares och familjen lerstrandbaggar. Inga underarter finns listade i Catalogue of Life.